# Ленточник Гомейера
Ленточник Гомейера (лат. Limenitis homeyeri) — дневная бабочка из семейства нимфалид. Видовое название дано в честь немецкого энтомолога Александра фон Гомейера (1834—1903).

## Описание
Длина переднего крыла у самцов — 24—28 мм, у самок — 27—28 мм. Размах крыльев 40—53 мм. Фоновый цвет крыльев буровато-чёрный. На крыльях выделяется поперечная перевязь из разобщенных небольших белых пятен.
Центральная ячейка на передних и задних крыльях не замкнута. На передних крыльях жилки R1, R2 не ветвятся, начинаются от центральной ячейки. Жилки R3, R4, R5 имеют общий ствол, который также начинается от центральной ячейки. К костальному (переднему) краю переднего крыла выходят жилки R1 и R2, а R3 выходит к вершине крыла, R4, R5 — к внешнему краю крыла. Голова с голыми глазами без волосков. Губные щупики покрыты волосками. Усики имеют постепенно утолщающуюся веретеновидную булаву. Тело одноцветное — чёрно-бурое. Передние ноги редуцированы, не используются при хождении, лишены коготков и покрыты густыми волосками. Задние голени с одной парой шпор. Половой диморфизм не выраженный. Он проявляется в том, что самка крупнее самца, белые элементы рисунка её крыльев больше.

## Ареал
Обитает в Центральном и Западном Китае, на полуострове Корея, на Дальнем Востоке России. На юге Приморского края бабочки встречаются исключительно в поясе переходных лесов на высотах 700—800 м над ур. м. и выше, в зоне темнохвойной тайги. К северу по Сихотэ-Алиню встречается чаще и доходит до реки Бочи; в этих условиях бабочка встречается более широко.

## Биология
Время лёта с конца июня и до августа. Гусеницы развиваются на жимолости.